# チャンドラ・スターラップ
チャンドラ・スターラップ (Chandra Sturrup、1971年9月12日- )は、バハマの陸上競技選手。2000年シドニーオリンピックの金メダリストである。

## 経歴
スターラップは、1996年アトランタオリンピックには、短距離3種目に出場。100mでアメリカのグウェン・トーレンスに100分の4秒届かず4位。200mでも6位入賞を果たした。しかし、エルデス・クラーク、セバセダ・フィンズ、ポーリン・デービスとともに出場した4×100mリレーは、アメリカに次いで2位となり銀メダル。バハマがオリンピックの陸上競技で初めて獲得した銀メダルとなった。
スターラップは、2000年のシドニーオリンピックにも、前回と同じ3種目に出場。100mは6位、200mは準決勝で敗退したものの、4×100mリレーは、前回大会もメンバーだったフィンズ、デービスに加え、デビー・ファーガソンが加わったバハマが、ジャマイカ、アメリカを下し、陸上競技としては初めて、1964年東京オリンピック以来36年ぶりとなる金メダルをバハマにもたらした。

## 自己ベスト
- 100m - 10秒84 (2005年7月5日)
- 200m - 22秒33 (1996年7月15日)
- 走幅跳 - 6m70 (2000年6月17日)

## 主な実績
| 年   | 大会                   | 場所                             | 種目         | 結果 | 記録    |
| ---- | ---------------------- | -------------------------------- | ------------ | ---- | ------- |
| 1996 | オリンピック           | アトランタ(アメリカ合衆国)       | 100m         | 4位  | 11秒00  |
| 1996 | オリンピック           | アトランタ(アメリカ合衆国)       | 200m         | 6位  | 22秒54  |
| 1996 | オリンピック           | アトランタ(アメリカ合衆国)       | 4×100mリレー | 2位  | 42秒14  |
| 1997 | 世界室内陸上選手権     | パリ(フランス)                   | 60m          | 2位  | 7秒15   |
| 1998 | コモンウェルスゲームズ | クアラルンプール(マレーシア)     | 100m         | 1位  | 11秒06  |
| 1998 | IAAFワールドカップ     | ヨハネスブルグ(南アフリカ共和国) | 100m         | 2位  | 10.97秒 |
| 1999 | パンアメリカンゲームズ | ウィニペグ(カナダ)               | 100m         | 1位  | 11秒10  |
| 1999 | 世界陸上選手権         | セビリヤ(スペイン)               | 100m         | 7位  | 11秒06  |
| 1999 | 世界陸上選手権         | セビリヤ(スペイン)               | 4×100mリレー | 1位  | 41秒92  |
| 2000 | オリンピック           | シドニー(オーストラリア)         | 100m         | 6位  | 11秒21  |
| 2000 | オリンピック           | シドニー(オーストラリア)         | 4×100mリレー | 1位  | 41秒95  |
| 2001 | 世界室内陸上選手権     | リスボン(ポルトガル)             | 60m          | 1位  | 7秒05   |
| 2001 | 世界陸上選手権         | エドモントン(カナダ)             | 100m         | 3位  | 11秒02  |
| 2003 | 世界陸上選手権         | パリ(フランス)                   | 100m         | 3位  | 11秒02  |
| 2004 | オリンピック           | アテネ(ギリシャ)                 | 4×100mリレー | 4位  | 42秒69  |
| 2005 | 世界陸上選手権         | ヘルシンキ(フィンランド)         | 100m         | 4位  | 11秒09  |